# 1941 في البرتغال
فيما يلي قوائم الأحداث التي وقعت خلال عام 1941 في البرتغال.

## رياضة
- 22 يونيو – نهائي كأس البرتغال 1941 الفائز سبورتينغ لشبونة.

## مواليد

### يناير
- 1 يناير – مانويل هيكتور فنان برتغالي.
- 28 يناير – جاسينتو سانتوس لاعب كرة قدم برتغالي.

### يوليو
- 21 يوليو – ديوغو دي فريتاس دو أمارال سياسي برتغالي.

### أغسطس
- 31 أغسطس – ايمانويل نونيز

### سبتمبر
- 22 سبتمبر – خوسيه كارلوس لاعب كرة قدم برتغالي.

### أكتوبر
- 16 أكتوبر – مانويل بيدرو غوميز

## وفيات

### يناير
- 28 يناير – فيليبي دوس سانتوس (مواليد 1896) لاعب كرة قدم برتغالي.

### مايو
- 17 مايو – خوسيه لايت دي فاسكونسيلوس (مواليد 1858)

### أكتوبر
- 18 أكتوبر – مانويل تيكسيرا جوميز (مواليد 1860)